# Joseph Nimmich
Joseph Nimmich (Huntington (Nueva York), 1955) fue administrador adjunto de la Agencia Federal de Gestión de Emergencias desde septiembre de 2014 hasta enero de 2017. Antes de convertirse en administrador adjunto, fue administrador asociado de la Oficina de Respuesta y Recuperación de FEMA. Nimmich recibió una maestría en Administración de Empresas de la Escuela de Negocios Stern de la Universidad de Nueva York en 1988. También se graduó del Colegio de Guerra del Ejército de los Estados Unidos y de la Academia de la Guardia Costera de Estados Unidos. Nimmich fue comisionado como alférez en 1977 y se retiró de la Guardia Costera como contraalmirante en 2010.